# Andreas (Apostel)

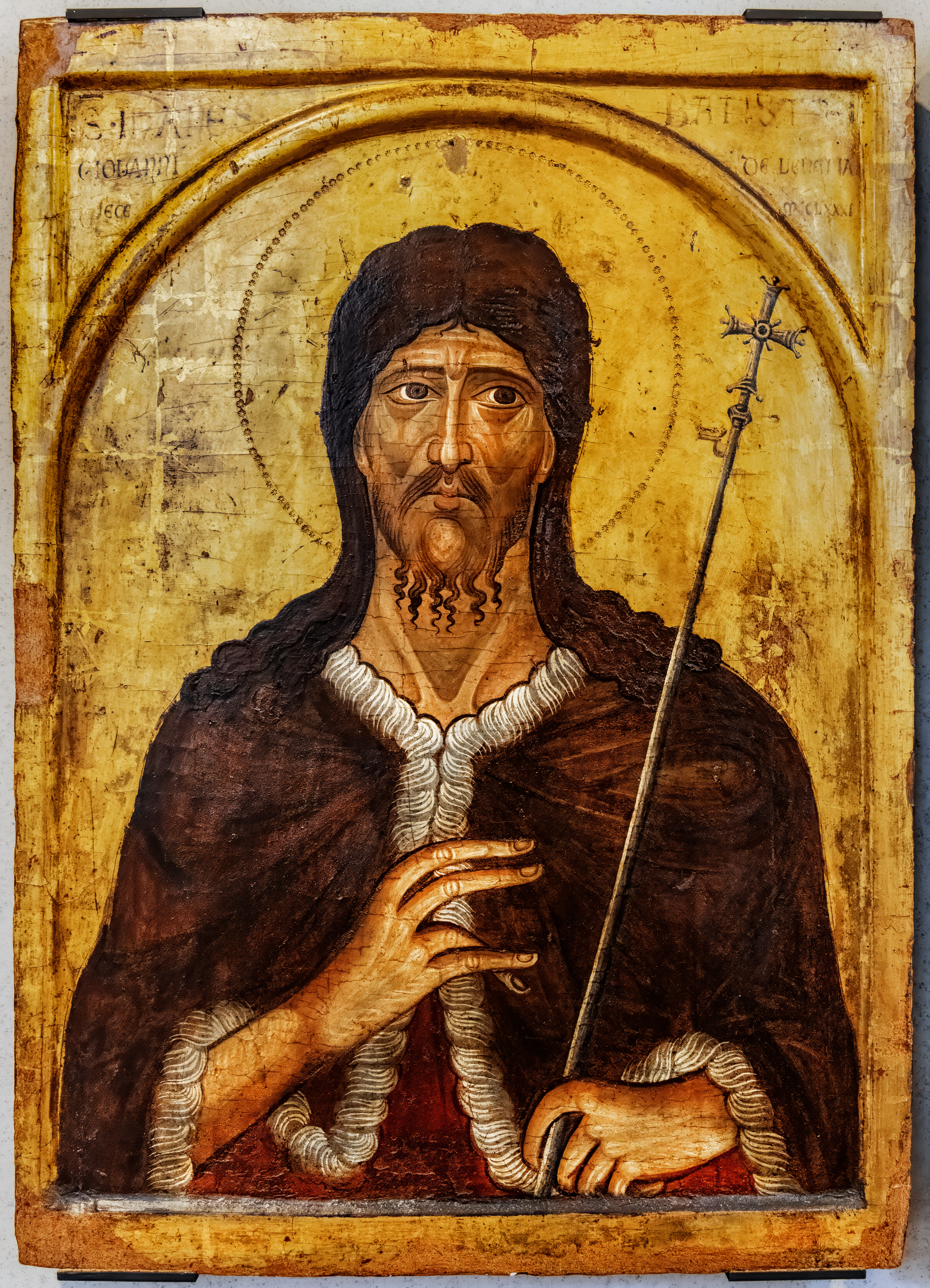
Griechische Ikone des Apostels Andreas

Andreas war nach dem Neuen Testament ebenso wie sein Bruder Simon Petrus ein Apostel des Jesus von Nazaret.

## Leben und Legende

### Neues Testament

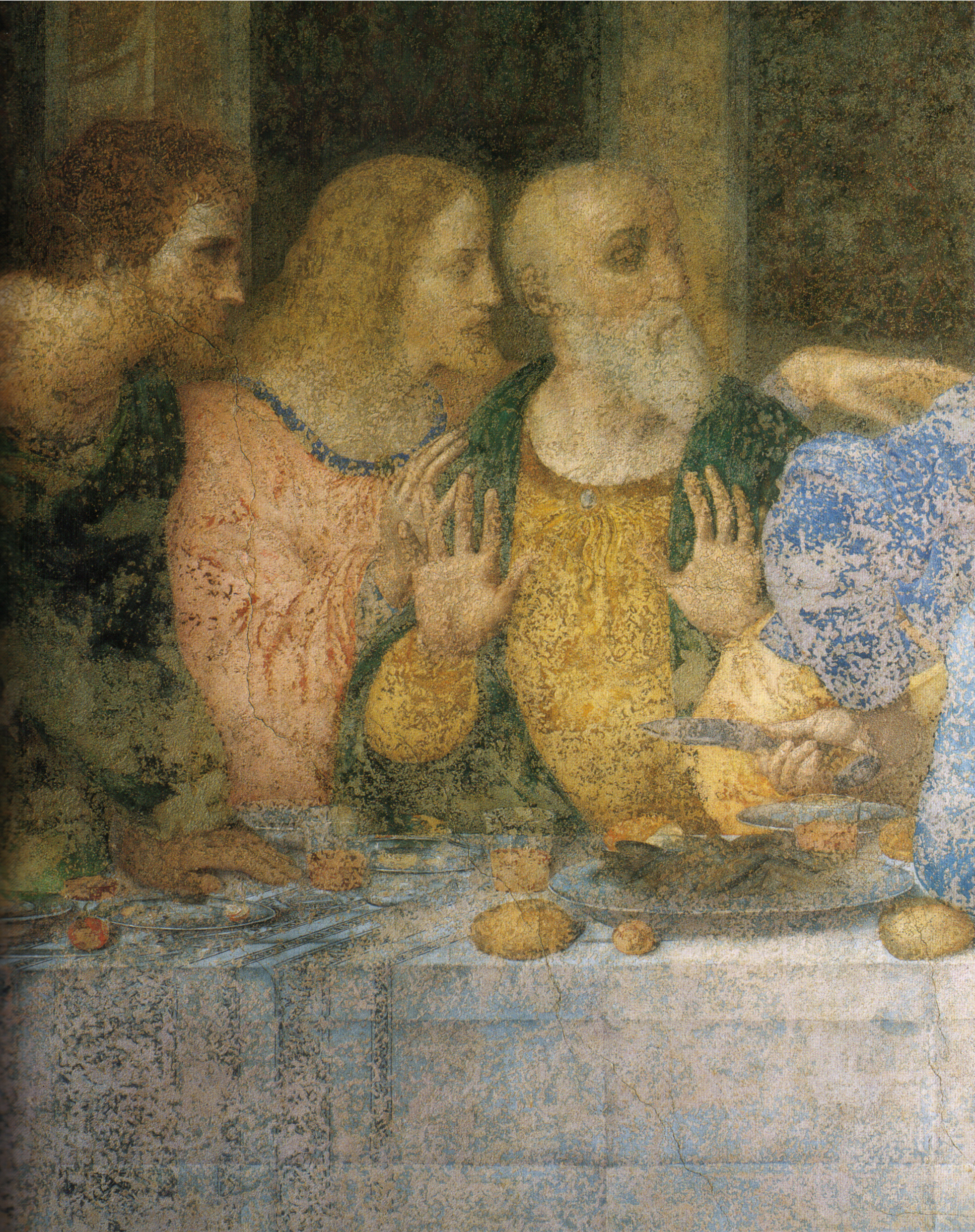
Andreas (rechts) – Detail aus dem Wandgemälde Das Abendmahl von Leonardo da Vinci

Gemäß der christlichen Bibel stammten Andreas und Simon aus Bethsaida am See Gennesaret (Joh 1,44 ), besaßen ein Haus in Kafarnaum (Mk 1,29 ) und waren Fischer. Das Johannesevangelium berichtet, Andreas sei zuerst ein Jünger Johannes des Täufers gewesen, der ihn dann an Jesus wies, worauf er auch seinen Bruder Simon zu Jesus führte mit der Botschaft Wir haben den Messias gefunden (Joh 1,35-42 ). Darauf bezieht sich sein traditioneller Beiname »der Erstberufene« (Πρωτόκλητος). In den Apostellisten (Mt 10,2 , Mk 3,18 , Lk 6,14 , Apg 1,13 ) erscheint Andreas immer unter den ersten vier Aposteln. Er erscheint jedoch nicht unter den dreien – seinem Bruder Simon Petrus und dem Brüderpaar Jakobus und Johannes –, die Jesus in manchen Situationen als einzige mit sich kommen lässt (Mk 5,37 ; Mk 9,2 ; Mk 14,33 ), nur bei der Endzeitrede, der sogenannten „synoptischen Apokalypse“, sind ausschließlich beide Brüderpaare (mit Andreas) zugegen (Mk 13,3 ; anders stellen es die „Seitenreferenten“ Mt und Lk dar).

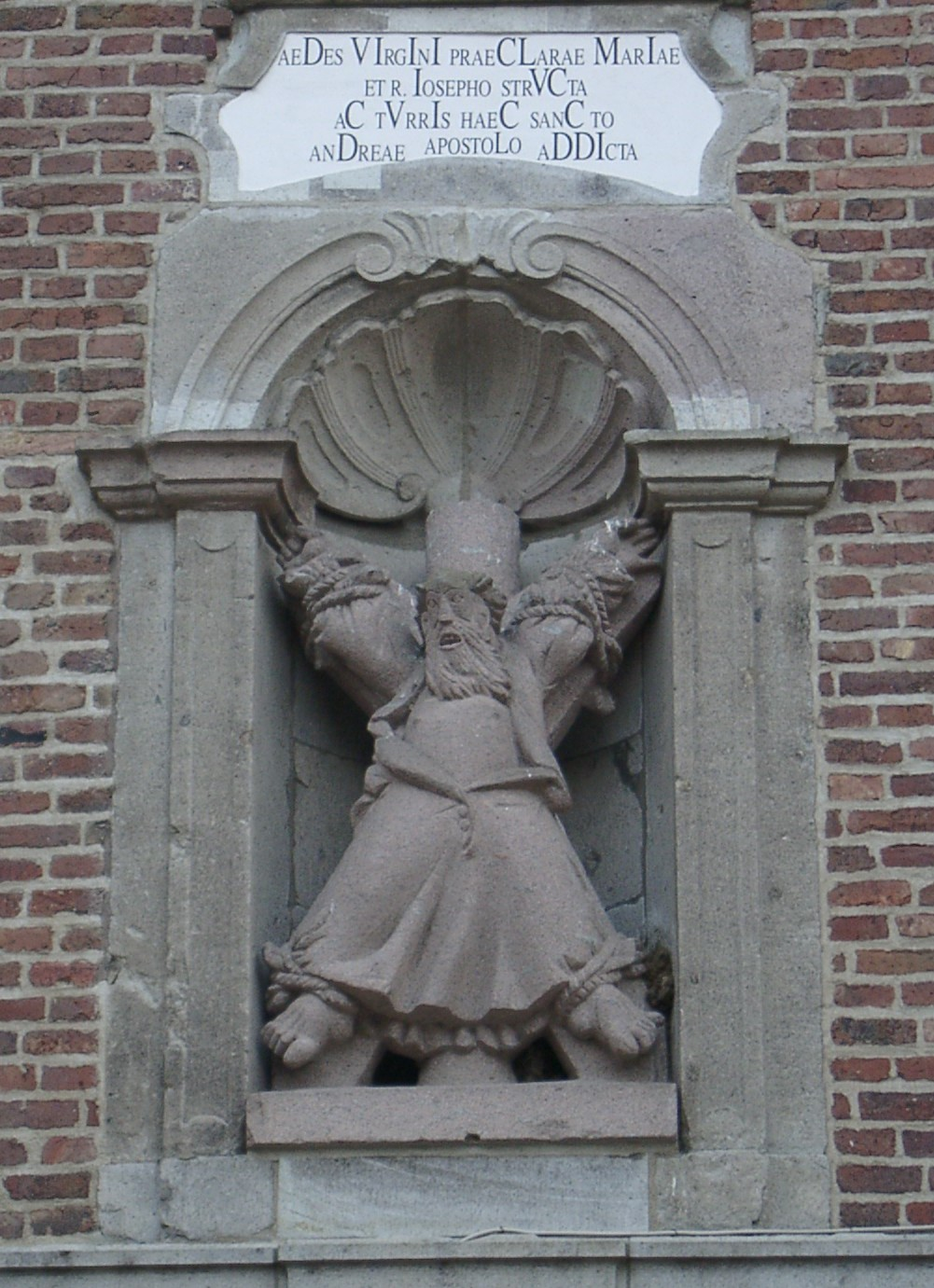
Darstellung an der Pfarrkirche St. Andreas in Neuss-Norf

In der Apostelgeschichte des Lukas fehlen detailliertere Informationen über Andreas, er erscheint lediglich bei der Aufzählung der Apostel, die nach der Himmelfahrt Jesu zusammen mit Maria und weiteren Frauen im Gebet verharren (Apg 1,13 ).

### Nachbiblische Überlieferung
Nach Berichten von Kirchenvätern (Eusebius von Caesarea, Gregor von Nazianz, Hieronymus) predigte Andreas in Epirus, Kappadokien, Skythien (heutige Dobrudscha), Thrakien, Makedonien und Achaia. Er soll sogar im heutigen Ostanatolien und im westlichen Georgien gepredigt haben. Erheblich spätere Tradition (ab dem 9. Jahrhundert fassbar) stellt ihn an die erste Stelle in der Abfolge der Bischöfe und Patriarchen von Konstantinopel.

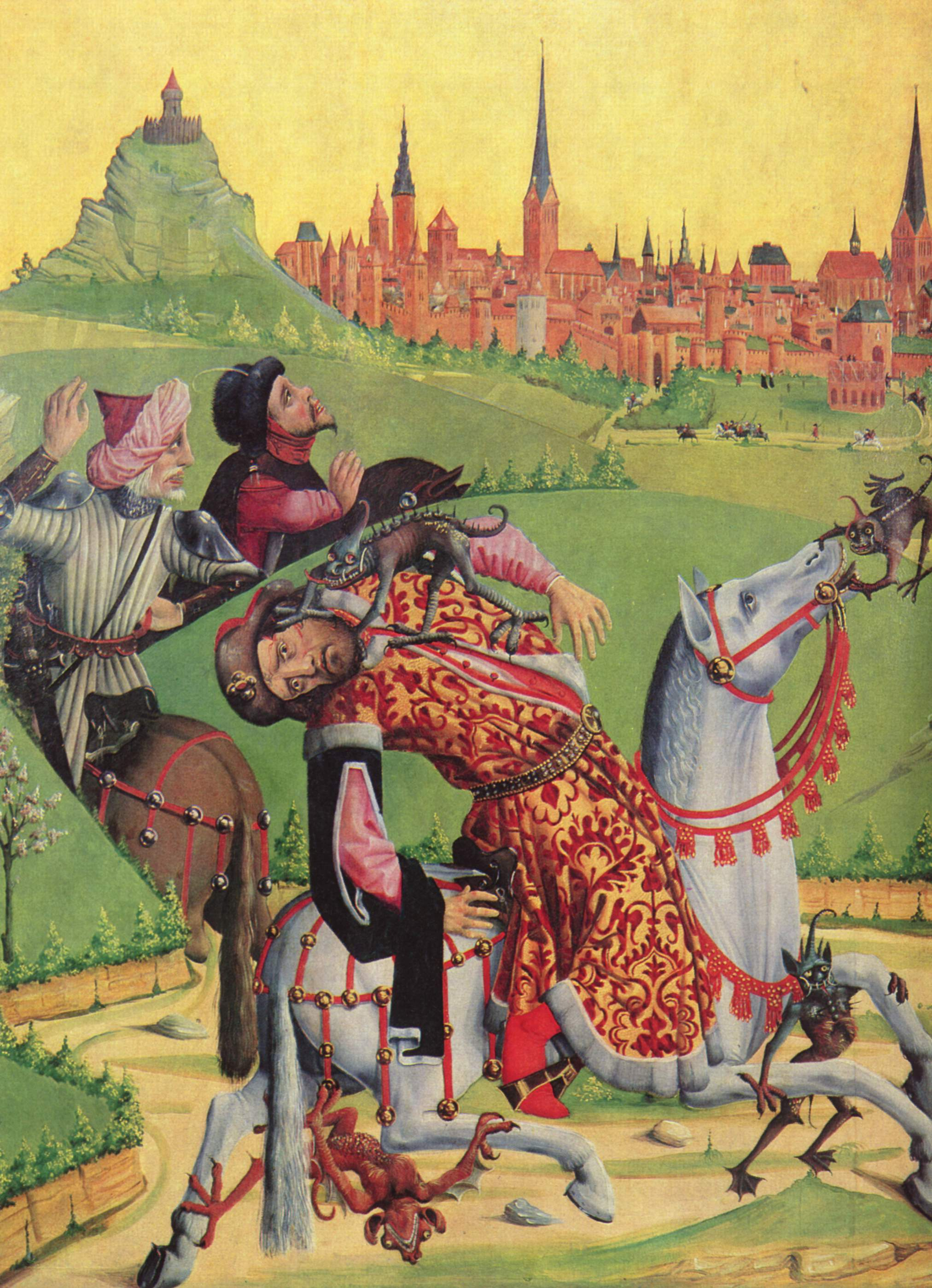
Hans Bornemann: Bestrafung des Statthalters Aegeas, der bei der Rückkehr von der Hinrichtung des Andreas dem Wahnsinn verfallen sein soll, Nicolaikirche (Lüneburg)

Übereinstimmend wird berichtet, dass er zur Zeit Neros vom Statthalter Aegeas bzw. Aegeates in Patras, dem Sitz des Statthalters in der griechischen Präfektur Achaia, gekreuzigt wurde. Der Legende nach soll er Maximilla, die Frau des Statthalters, geheilt, bekehrt und zur ehelichen Enthaltsamkeit angehalten haben, woraufhin Aegeas die Züchtigung mit Ruten und die Kreuzanbindung befohlen habe. Auf dem Weg zur Richtstätte habe Andreas den Kreuzeshymnus gebetet und noch zwei Tage vom Kreuz herab gepredigt.
Die Kreuzigung geschah der Legende nach an einem Kreuz mit schrägen Balken, dem sogenannten Andreaskreuz, dessen Reliquie sich in der dem heiligen Andreas geweihten Kirche Agios Andreas in Patras, Griechenland, befindet. Als Todestag des Heiligen ist der 30. November überliefert, der sowohl in der römisch-katholischen als auch in den orthodoxen Kirchen als Fest begangen wird.
Andreas gilt als der Apostel Kleinasiens, Konstantinopels, der Ukrainer, der Russen und der Rumänen, und er ist der Nationalheilige der Ukraine, Russlands, Schottlands – die Flagge Schottlands zeigt ein weißes Andreaskreuz auf blauem Grund – und Rumäniens. Seine Bedeutung für die orthodoxe Kirche ist vergleichbar – wenn auch nicht ganz so herausragend – mit der seines Bruders Petrus für die römisch-katholische Kirche. Bartholomäus I., der heutige Erzbischof von Konstantinopel und Ökumenischer Patriarch, gilt als 270. Nachfolger des Apostels Andreas.

## Verehrung

### Gedenktage
- römisch-katholisch und orthodox: 30. November (Andreastag, Fest des heiligen Apostels Andreas); in den orthodoxen Kirchen, die dem julianischen Kalender folgen, fällt der 30. November derzeit auf den 13. Dezember (gregorianisch).
- evangelisch: 30. November (Tag des Apostels Andreas. Tagesevangelium: Joh 1,35-42 EU. Die liturgische Festfarbe ist rot.)
- georgisch-orthodox: 12. Mai (St.-Andreas-Tag, ein gesetzlicher Feiertag)

### Reliquien

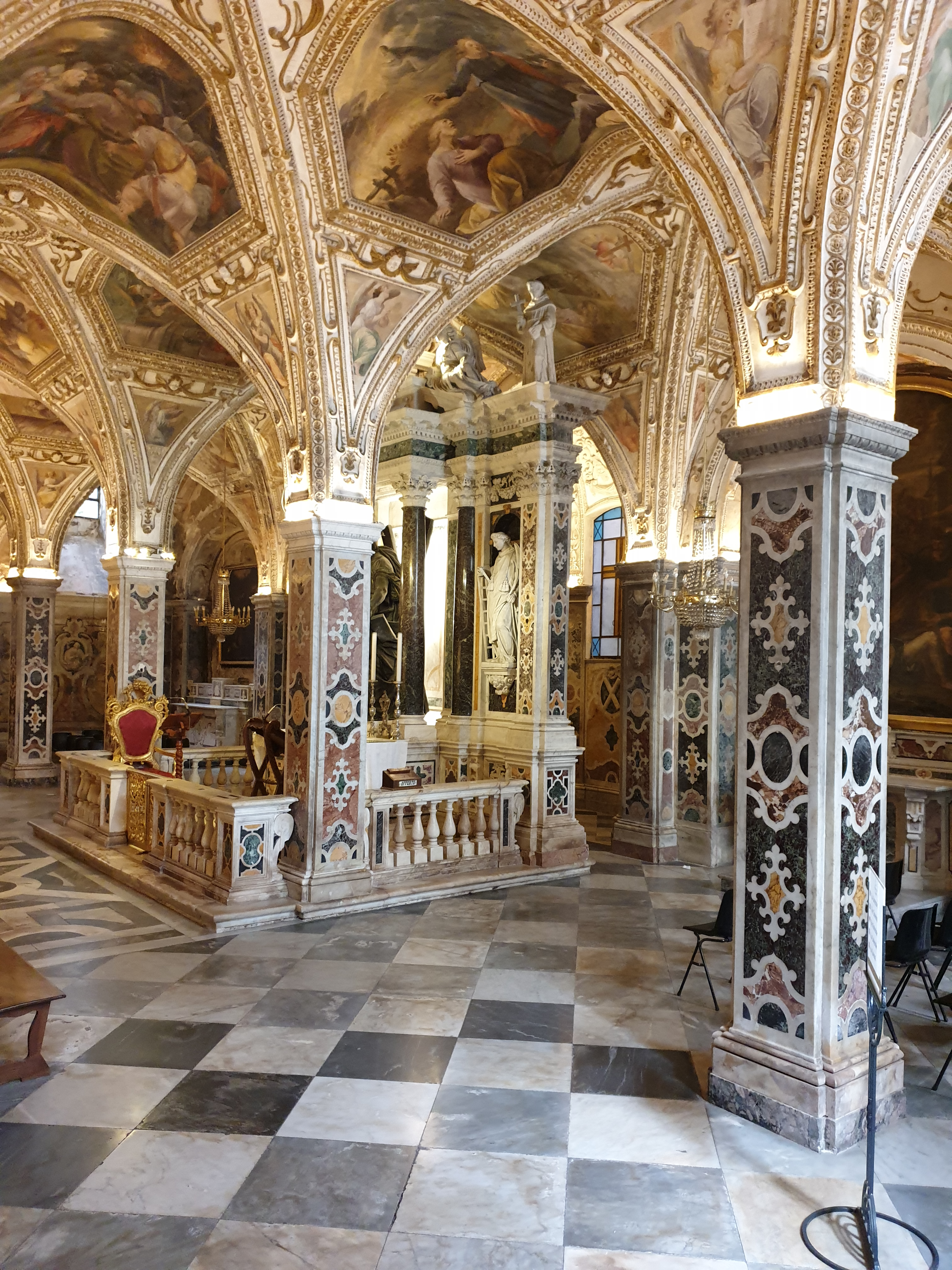
Krypta des Doms von Amalfi

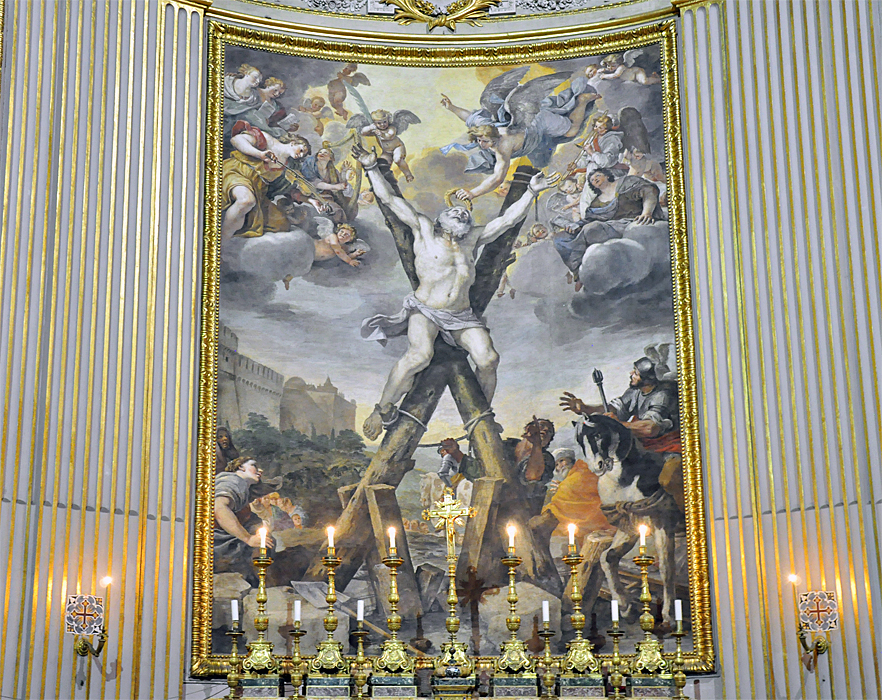
Die Kreuzigung von St. Andreas. Gemälde von Mattia Preti in der Apsis der Basilika Sant’Andrea della Valle in Rom

Die Reliquien des Apostels Andreas wurden aufgrund eines kaiserlichen Dekretes in einem großen Triumphzug von Patras nach Konstantinopel überführt, der am 3. März 357 die neue römische Hauptstadt erreichte, wo sie ihre Ruhestätte in der Apostelkirche von Konstantinopel fanden. Zur Zeit des vierten Kreuzzuges 1203/1204 wurden sie entwendet und von Petrus Capuanus in die bedeutende Seerepublik Amalfi am Golf von Salerno gebracht. Seit dem 8. Mai 1208 ruhen sie dort in der Krypta des dem heiligen Andreas geweihten Domes Sant’Andrea. Ein kleiner Teil dieser Reliquien wurde am 21. Oktober 2007 am Rande des interreligiösen Friedenstreffens von Neapel dem ökumenischen Patriarchen von Konstantinopel Bartholomäus I. bei einem Festakt in der Kathedrale von Amalfi zurückgegeben. Von Amalfi aus gelangte eine Armreliquie über die Stiftskirche von Rees am Niederrhein 1257 in die Kirche St. Andreas nach Köln, wo sie schließlich 1997 ihren Platz im Apostelschrein im Chor der Kirche fand.
Die vordere Hälfte des Hauptes wurde Papst Pius II. übereignet; am Pfingstsonntag des Jahres 1462 brachte man sie bei einem glanzvollen Fest in den Petersdom nach Rom. Darüber, wie diese Reliquie nach Rom gelangte, gibt es unterschiedliche Überlieferungen. Eine besagt, sie sei bereits 356 entstanden und in Patras verblieben. Nach der Eroberung Konstantinopels durch die Türken 1453 sei sie von dem Bruder des gefallenen Kaisers Konstantin XI., Thomas Palaiologos, auf dem Weg nach Rom in Patras vor dem Zugriff der Türken gerettet und Pius II. zum Geschenk gemacht worden, in Erinnerung daran, dass Petrus und Andreas Brüder waren. Nach einer anderen Überlieferung entstand die Reliquie erst in Amalfi und wurde von Pius II. nach Rom gebracht, damit sie im Falle einer Plünderung Amalfis durch die Türken nicht verloren gehe.
Papst Paul VI. ließ 1964 das ursprüngliche byzantinische Kopfreliquiar mit dem Haupt des Apostels in der dritten Sitzungsperiode des Zweiten Vatikanischen Konzils als Akt der ökumenischen Beziehungen zur Schwesterkirche wieder nach Patras überführen. Augustin Kardinal Bea übergab die Reliquie am 26. September 1964 dem griechisch-orthodoxen Metropoliten Konstantin von Patras.
Im 8. Jahrhundert soll durch Bischof Acca von Hexham ein Teil der Reliquien des Heiligen nach Schottland gelangt sein, eine andere Überlieferung besagt, dies sei bereits um 300 durch den heiligen Mönch Regulus geschehen. Diese Reliquien wurden in der mittlerweile zerstörten St Andrews Cathedral verehrt, ihr Verbleib ist nicht bekannt. Es wird angenommen, dass sie in der Zeit der schottischen Reformation bei einer Kirchenplünderung zerstört wurden. Aus Amalfi wurden der wiedererblühenden römisch-katholischen Kirche von Schottland 1879 und 1969 Andreasreliquien geschenkt, die sich in St. Mary’s Cathedral in Edinburgh befinden.

### Ikonographie

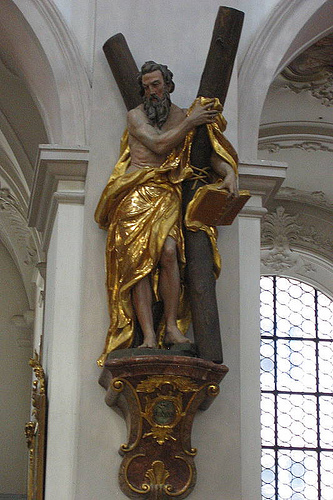
Figur des Andreas in der Münchener Peterskirche

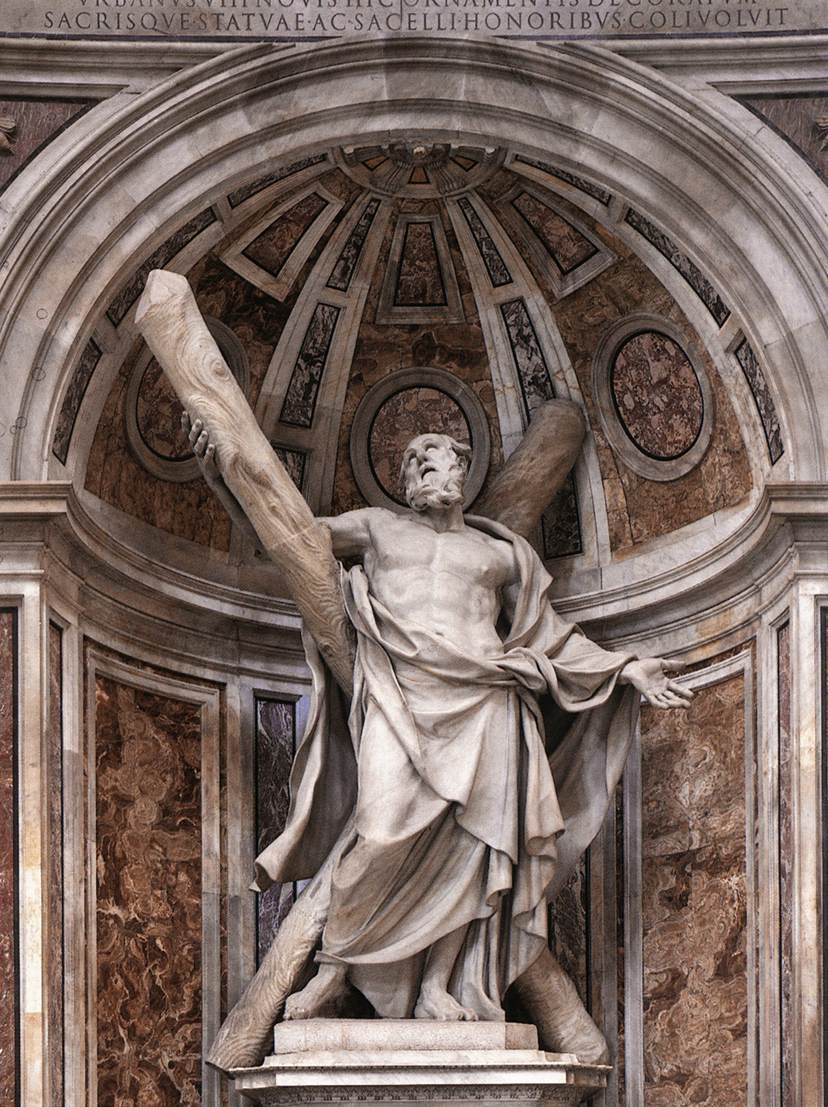
Monumentalfigur des hl. Andreas im Petersdom, Rom

Attribute des Heiligen sind das X-förmige Kreuz (Andreaskreuz), Fische und Stricke.

## Bauernregeln und Brauchtum
Für diesen Tag gibt es die Bauernregeln „Andreas, hell und klar, verspricht ein gutes Jahr“, „Andreas’ Schnee tut den Saaten weh“ und „Andreasschnee – tut Korn und Weizen weh“, „André bringt Schnee“, „Wenn es an Andreas schneit, der Schnee hundert Tage liegen bleibt“.
In Ungarn, Polen und der Schweiz kann man am Andreastag seinen Zukünftigen schauen und auch in anderen Angelegenheiten in die Zukunft sehen. Der 30. November war bis ins 18. Jahrhundert ein Termin für die Entrichtung von Zinsen und Zehnten.
In Thüringen zogen Kinder unter Absingen eines Verses über den „Zettelandreas“ umher. Die Bezeichnung kam daher, dass die Kinder am Andreastag ihre Weihnachtswünsche auf einen Zettel schreiben sollten.

## Siehe auch

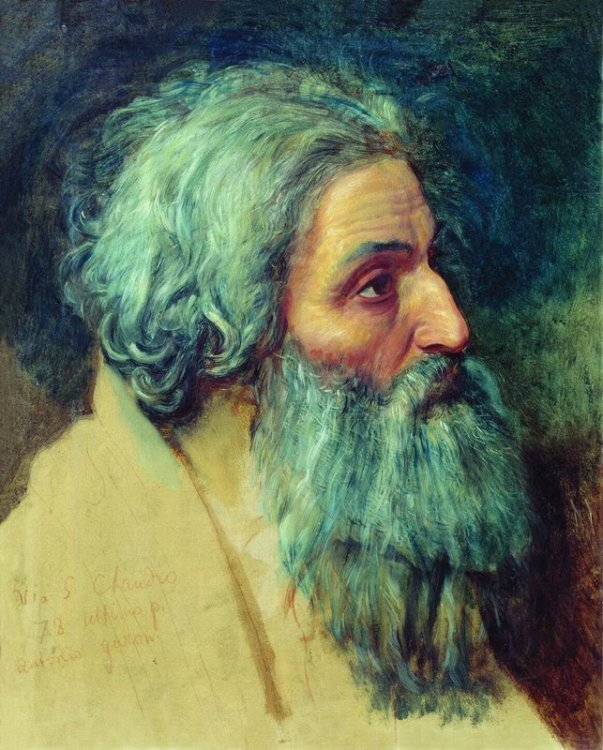
Andreas’ Porträt (Alexander Iwanow)